# Вікіперегони
Вікіперегони — це гра у просторі онлайн-енциклопедії Вікіпедії, учасники якої переходять від однієї сторінки до іншої.  Гра має багато різних варіацій та назв, в тому числі гра «Вікіпедія», віківійни, Вікіпедіяболл.  Для організації грального процесу були створені також сторонні вебсайти.  Видання «Сіетл Таймс» рекомендувала його як хороше пізнавальне дозвілля для дітей А журналіст Larchmont Gazette писав, що «І хоча я не знаю жодного підлітка, який би всідався та з задовленням би читав енциклопедію, я чую, як багато хто читає її в процесі гри Вікіпедія».
Захід з назвою Amazing Wiki Race (дивовижні вікіперегони) був у програмі TechOlympics  та Олімпіаді Єльських першокурсників. 
У липні 2019 року створено вебсайт The Wiki Game. В App Store також є її версія, в якій учасники можуть грати у перегони зі смартфонів. 

## Варіації
Вікіперегони мають багато різних варіацій. Першим найбільш поширеним видом є гра на швидкість, коли учасники змагаються за досягнення фінішної сторінки (попередньо погодженої) протягом обмеженого, визначеного перед стартом часу. Перший гравець, який досягає кінцевої сторінки до завершення часу, вважається переможцем. 
Другий різновид — це гра на найменшу кількість кліків, коли учасники змагаються за те, щоб дістатися кінцевої сторінки за найменшу кількість переходів внутрішніми посиланнями у статтях. 

## Дивись також
- Шість ступенів поділу

## Зовнішні посилання
- Гра в Вікіпедії [Архівовано 11 лютого 2010 у Wayback Machine.]  –    Безкоштовна, багатокористувацька гра
- WikiRace [Архівовано 4 жовтня 2015 у Wayback Machine.]  –  візуалізація гри, доступна на 10 мовах
- Сторінка проекту Wikirace у Вікіпедії англійською